# ニッキー・ホプキンス
ニッキー・ホプキンス（Nicholas Christian Hopkins、1944年2月24日 - 1994年9月6日）は、イングランドのロック・ミュージシャン。ピアノやオルガンなどの鍵盤楽器を演奏して、1960年代から70年代にかけてのイギリスとアメリカのポピュラー・ミュージックの様々なスタジオ録音に多数参加した。ロック史において極めて重要なセッション・ミュージシャンの一人と見なされている。

## 経歴

### 初期の活動
1960年代初頭のスクリーミング・ロード・サッチ率いるサヴェージズのピアニストとして経歴をスタート、以降は当時のミュージック・シーンにおける売れっ子プレーヤーの一人となり、流暢で機敏なブギウギは、多くのヒット・ナンバーのピアノ・スタイルに影響を及ぼした。
シェル・タルミーやミッキー・モストといった独立プロデューサーを通じてキンクスやドノヴァンの作品、そして1965年にはタルミーがプロデュースしたザ・フーのデビュー・アルバム『マイ・ジェネレーション』の録音に参加した。さらに、ビートルズやジョン・レノン、ジェフ・ベックなどの60年代のトップ・アーティストのレコーディングに参加した。また、シリル・ディヴィス・オール・スターズに加入した。
1967年、ジェフ・ベック・グループのアルバム『トゥルース』の録音に参加。発表後のイギリス・ツアーの後で加入し、『ベック・オラ』（1969年）の録音に参加。同年に行なわれたアメリカ・ツアー中の6月に脱退して、サンフランシスコのミュージシャンに接近。ジェファーソン・エアプレインのキーボーディストとしてウッドストック・フェスティバルに出演。またスティーヴ・ミラー・バンドのアルバムに参加。さらにクイックシルヴァー・メッセンジャー・サーヴィスに加入してアルバム制作に関わるなど、「サンフランシスコ・サウンド」の確立に貢献した。
しかし彼は若い頃からクローン病で苦しんおり、病気と外科治療によってツアーへの参加が困難になったので、活動の比重をスタジオ・セッションに置いた。ただし体調が比較的良好だった時はツアーにも参加した。

### ローリング・ストーンズとの活動
ローリング・ストーンズとは、『ビトウィーン・ザ・バトンズ』（1967年）、『サタニック・マジェスティーズ』（1967年）、『ベガーズ・バンケット』（1968年）、『レット・イット・ブリード』（1969年）、『スティッキー・フィンガーズ』（1971年）、『メイン・ストリートのならず者』（1972年）などで共演。
1969年に『レット・イット・ブリード』の制作期間中、スタジオでキース・リチャーズの到着を待つ間に、ミック・ジャガー、ビル・ワイマン、チャーリー・ワッツ、ライ・クーダーと共にジャム・セッションを行なった。このセッションの音源は、1972年にローリング・ストーンズ・レコードから『ジャミング・ウィズ・エドワード』のタイトルで発表された。「エドワード」とは、ホプキンスの愛称だった。
1971年から1973年までは彼等のツアーにも参加した。1971年のイングランドとスコットランド、1972年の北アメリカ、1973年のオーストラリア、ニュージーランドのツアーが含まれる。

### その後
サンフランシスコに戻って、プレイリー・プリンスとピート・シアーズを迎えて自分のバンドの活動を開始する。1973年にソロ・アルバム『夢みる人』を発表。ジョージ・ハリスン、ミック・テイラー、プリンスらが参加した。このアルバムでは、彼の稀な歌唱を聴くことができる。
1975年8月にはグレイトフル・デッドのジェリー・ガルシア・バンドに参加して大晦日のカウント・ダウン・ショウまで参加した。同年、3枚目のソロ・アルバム『No More Changes』を発表。
1992年から1993年にかけて、日本のTVドラマと映画の音楽も手掛けた。『逃亡者』、『パ★テ★オ』、『並木家の人々』（いずれもフジテレビ系）、映画『ラストソング』のサウンドトラックは、彼の名義でCDも発表された。

### 死
1994年9月6日にテネシー州ナッシュビルの聖トマス病院で、腸の手術後に生じた併発症で死去した。50歳没。
死の直前まで、レイ・コールマンと共に自叙伝を執筆していた。

## エピソード
リハーサルをほとんど行なわないセッション・プレーヤーとして有名だった。セッション・スタジオで漫画本を読む習慣もよく知られていた。
サイエントロジーのメンバーで、1989年10月に国際サイエントロジスト協会（International Association of Scientologists, IAS）の自由メダルを受章した。
浜田省吾のアルバム『Home Bound』（1980年発表）のレコーディングに参加した際、浜田のことをとても気に入り「一緒にツアーをしよう」等と持ち掛けたという。浜田は当初社交辞令かと思っていたが、ホプキンスは浜田が帰国する当日になってもしつこくその話をし、さらに住所と電話番号を書いたメモを渡してきたという。ホプキンスは上記の通り1994年に死去したため、2人のツアーは実現しなかった。

## ディスコグラフィ

### アルバム
- 『レヴォリューショナリー・ピアノ・オブ・ニッキー・ホプキンス（英語版）』 - The Revolutionary Piano Of Nicky Hopkins (1966年)
- 『ノー・イントロダクション・ネセサリー』 -  No Introduction... (1968年)[4] ※ジミー・ペイジ、ニッキー・ホプキンス、ジョン・ポール・ジョーンズ、アルバート・リー、クリス・ヒューズ、キース・デイヴィッド・デ・グルート、クレム・カティーニ、ジム・サリヴァン連名
- 『スウィート・サーズデイ（英語版）』 - Sweet Thursday (1969年) ※スウィート・サーズデイ（英語版）名義
- 『ジャミング・ウィズ・エドワード』 -  Jamming With Edward! (1972年) ※ニッキー・ホプキンス、ライ・クーダー、ミック・ジャガー、ビル・ワイマン、チャーリー・ワッツ連名
- 『夢みる人（英語版）』 - The Tin Man Was A Dreamer (1973年)
- No More Changes (1975年)[3]
- 『逃亡者 オリジナルサウンドトラック』 - The Fugitive - Original Motion Picture Soundtrack (1992年)
- 『パ★テ★オ』 - Patio - Original Soundtrack Album (1992年)
- 『ラストソング』 - Last Song  (1994年)
- 『並木家の人々 Original Soundtrack Album』 (1995年)

### 主な参加作品
- ザ・フー：『マイ・ジェネレイション』(1965年)[1]、「ドッグス（英語版）」(1968年）、『フーズ・ネクスト』(1971年)[5][注釈 6]、「レッツ・シー・アクション（英語版）」(1971年）、『ザ・フー・バイ・ナンバーズ』(1975年)[6]
- ザ・キンクス：『キンク・コントラヴァーシー』(1965年)、『フェイス・トゥ・フェイス』(1966年)、「Mr. Pleasant」(1967年)、「Village Green」(1968年)、「Berkeley Mews」(1968年)
- ジェフ・ベック・グループ：「Beck's Bolero」(1967年)、『トゥルース』(1967年)、『ベック・オラ』(1969年)
- T・レックス：「Jasper C. Debussy」(1974年)
- ローリング・ストーンズ：「シーズ・ア・レインボー」(1967年)、「悪魔を憐れむ歌」(1968年)、『ベガーズ・バンケット』(1968年)、「ギミー・シェルター」(1969年)、「Live With Me」(1969年)、「Monkey Man」(1969年)、「Sister Morphine」(1970年)、「ダイスをころがせ」(1972年)、「悲しみのアンジー」(1973年)
- ビートルズ：「レボリューション」(シングル・ヴァージョン) (1968年)
- クイックシルヴァー・メッセンジャー・サーヴィス：「Shady Grove」、「Edward (the Mad Shirt Grinder)」、「Spindrifter」
- ジェファーソン・エアプレイン：「Volunteers」(1969年)、「Eskimo Blue Day」(1969年)
- ジョン・レノン：『イマジン』(1971年) 、『心の壁、愛の橋』(1974年)
- ジョージ・ハリスン：『リヴィング・イン・ザ・マテリアル・ワールド』(1973年)、『ダーク・ホース』(1974年)、『ジョージ・ハリスン帝国』(1975年)
- リンゴ・スター：『リンゴ』(1973年)、『グッドナイト・ウィーン』(1974年)
- ジョー・コッカー：「You are So Beautiful」(1974年)
- 『トミー (オリジナル・サウンドトラック)』(1975年)
- ジェリー・ガルシア：「Reflections」(1976年)
- 浜田省吾：『Home Bound』(1980年)
- ポール・マッカートニー：『フラワーズ・イン・ザ・ダート』(1989年)